# Delphinium eglandulosum
Delphinium eglandulosum är en ranunkelväxtart som beskrevs av Chang Y. Yang och B. Wang. Delphinium eglandulosum ingår i släktet storriddarsporrar, och familjen ranunkelväxter. Inga underarter finns listade i Catalogue of Life.